# Oglala (Dakota del Sur)
Oglala es un lugar designado por el censo ubicado en el condado de Shannon en el estado estadounidense de Dakota del Sur. En el Censo de 2010 tenía una población de 1.290 habitantes y una densidad poblacional de 37,28 personas por km².

## Geografía
Oglala se encuentra ubicado en las coordenadas 43°11′30″N 102°42′35″O / 43.19167, -102.70972. Según la Oficina del Censo de los Estados Unidos, Oglala tiene una superficie total de 34.6 km², de la cual 32.38 km² corresponden a tierra firme y (6.42%) 2.22 km² es agua.

## Demografía
Según el censo de 2010, había 1.290 personas residiendo en Oglala. La densidad de población era de 37,28 hab./km². De los 1.290 habitantes, Oglala estaba compuesto por el 1.55% blancos, el 0% eran afroamericanos, el 97.44% eran amerindios, el 0% eran asiáticos, el 0% eran isleños del Pacífico, el 0% eran de otras razas y el 1.01% pertenecían a dos o más razas. Del total de la población el 1.94% eran hispanos o latinos de cualquier raza.